# Wolni Wyborcy
Wolni Wyborcy (niem. Freie Wähler, FW) – ogół komitetów wyborczych w Niemczech, skupiających niezależnych kandydatów w celu umożliwienia im udziału w wyborach mimo braku przynależności partyjnej. W 2009 roku grupa została przekształcona w partię polityczną.

## Działalność
Ze względu na różne dążenia regionalne nie istnieje jednolita struktura działająca w całych Niemczech, a działalność Freie Wähler koncentruje się przede wszystkim w poszczególnych związkach i stowarzyszeniach regionalnych. Wiele z tych mniej lub bardziej formalnych stowarzyszeń skupionych jest w związkach krajowych oraz w Bundesverband der Freien Wählergemeinschaften e.V. (Stowarzyszenie Federalny Związek Wolnych Wspólnot Wyborczych). Przewodniczącym Federalnego Związku jest bawarski członek parlamentu i szef frakcji Wolnych Wyborców Hubert Aiwanger. Honorowym przewodniczącym jest były landrat Armin Grein.